# 4417 Lecar
4417 Lecar (1931 GC) là một tiểu hành tinh vành đai chính được phát hiện ngày 8 tháng 4 năm 1931 bởi Karl Reinmuth ở Heidelberg.